# Tiergarten Mönchengladbach
Koordinaten: 51° 8′ 23,7″ N, 6° 27′ 31,2″ O
Der Tiergarten Mönchengladbach liegt im Mönchengladbacher Stadtteil Odenkirchen am Pixbusch.

## Daten
Als Träger wurde im Jahre 1957 ein gemeinnütziger Verein gegründet. Auf einer Fläche von 4,3 ha beherbergt der Tiergarten etwa 400 zumeist europäische Tiere. Durch seine relativ niedrigen Preise und die Fütterungsmöglichkeiten im Streichelzoo ist der Zoo besonders für Familien mit Kindern attraktiv. Es gibt außerdem Jahreskarten mit unbegrenztem Zutritt in den Tierpark.
Leiterin des Unternehmens und Geschäftsführerin ist seit dem 15. Februar 2014 die Biologin und frühere Leiterin des Tiergartens Delitzsch Katrin Ernst. Davor leitete Norbert Oellers den Tierpark 38 Jahre lang.

## Auszug aus der Artenliste
Insgesamt sind rund 90 Tierarten vorhanden, davon alleine 50 Arten an Wasservögeln und 4 Affenarten.
| - Robben - Nandus - Nasenbären - Waschbären - 4 Affenarten - Wisente | - Bennett-Kängurus - Ungarische Steppenrinder - Ponys - Hausesel - Ziegen - Land- und Wasserschildkröten | - Präriehunde - Zebramangusten - Ozelots - Luchse - Füchse - Kune-Kune-Schwein | - Goldfasane - Papageien - Greifvögel - Schneeeulen - Uhus - Raben |

Derzeitiges Ziel des Tiergartens ist es, eine Verbesserung für bestehende Arten zu erreichen, statt neue Arten anzuschaffen. In diesem Rahmen wurde die in Kritik geratene Braunbärenhaltung aufgegeben und das bisherige Braunbärengehege für die Nasen- und Waschbären umgestaltet. Selten für einen deutschen Tiergarten ist, dass hier die Nasenbären eine Schwimmmöglichkeit haben.
Im bisherigen Gehege der Nasenbären kommt eine Marderart unter, und in das Waschbärengehege ziehen die Landschildkröten.

## Einrichtungen
Neben den Streichelgehegen gibt es zwei Kinderspielplätze und eine Cafeteria mit beheiztem Wintergarten sowie einen Souvenirladen. Führungen für Gruppen sind im Rahmen der Zooschule, einem gemeinsamen Projekt von Tiergarten und Stadt Mönchengladbach, nach Anmeldung möglich. Geöffnet hat der Park ganzjährig ab 9 Uhr, im Sommer bis 18 Uhr, im Winter bis 1 Stunde vor Dunkelheit.
Kindergärten und Schulklassen aus Mönchengladbach haben freien Eintritt.